# Образование в Республике Кипр
В образовательном плане на Кипре развитая система школьного и вузовского образования. При этом на острове существуют не только государственные учреждения, но и частные. О том, что у страны высокая квалификация в сфере образования говорит то, что государство тратит около 7% ВВП страны на образование, что вносит Кипр в тройку лидеров стран Европейского Содружества, наравне с Данией и Швецией, которые тратят большие суммы на образование. При этом частные образовательные центры так же получают часть этой суммы.
Большинство киприотов получают образование в Греции, Великобритании, других европейских и североамериканских университетах. Небольшая часть киприотов учится в России, а турко-киприоты получают образование в Турции или на Северном Кипре. Это не означает, что киприоты недовольны качеством образования на Кипре, это означает, что на Кипре нет образования в узких специальностей. Например, медицинское образование можно получить только первичное.
Показательно, что на Кипре в данным момент высокий процент граждан, которые имеют высшее образование в Европейском содружестве - их 30%. В этом показателе киприоты обгоняют граждан Финляндии, у которых 29,5% граждан имеют высшее образование. Вдобавок, 47% населения 25-34 лет имеют третичное образование, например, получили бакалавриат или диплом в колледже или техникуме. Эта цифра также лидирующая по ЕС. Киприоты очень мобильны - около 78,7% из них учатся вне Кипра. В Кипрских вузах учатся около 25 тысяч студентов, две трети из которых киприоты, а остальные - иностранцы.
Всего на Кипре расположены семь университетов: 3 государственных и 4 частных. К государственным относятся Кипрский университет, Открытый университет Кипра, Кипрский технологический университет. Помимо четырёх частных университетов - Университет Никосии, Европейский университет Кипра и Кипрский университет им. Фредерика, Университет Неаполис - существуют много частных институтов, некоторые из них - Кипрская академия государственного управления, Высшая школа гостиничного бизнеса, Средиземноморский институт менеджмента и Кипрский международный институт менеджмента.
Среди государственных университетов самый большой и популярный - Кипрский университет. Среди частных самый популярный - Университет Никосии, в котором учатся около 5000 студентов, чьи кампусы расположены в трёх крупнейших городах Кипра.

## Университеты
| Название                             | Расположение              | Название на греческом языке               | Название на турецком языке    | Тип вуза        |
| ------------------------------------ | ------------------------- | ----------------------------------------- | ----------------------------- | --------------- |
| Кипрский университет                 | Никосия                   | Πανεπιστήμιο Κύπρου (ΠΚ)                  | Kıbrıs Üniversitesi           | Государственный |
| Кипрский технологический университет | Лимасол                   | Τεχνολογικό Πανεπιστήμιο Κύπρου (ΤΕ.ΠΑ.Κ) | Kıbrıs Teknoloji Üniversitesi | Государственный |
| Открытый университет Кипра           | Никосия                   | Ανοικτό Πανεπιστήμιο Κύπρου               | Kıbrıs Açık Üniversitesi      | Государственный |
| Университет Никосии                  | Никосия, Лимасол, Ларнака | Πανεπιστήμιο Λευκωσίας                    | Leskosia Üniversitesi         | -               |
| Кипрский университет им. Фредерика   | Никосия, Лимасол,         | Πανεπιστήμιο Φρειδερίκου                  | Frederic Üniversitesi         | -               |
| Европейский университет Кипра        | Никосия                   | Eυρωπαϊκό Πανεπιστήμιο Κύπρου             | Kıbrıs Avrupa Üniversitesi    | Частный         |
| Университет Неаполис                 | Пафос                     | Πανεπιστήμιο Νεάπολις                     |                               | Частный         |

## Колледжи
- Американос Колледж
- Каса Колледж
- C.D.A. Колледж
- Высшая школа гостиничного и туристического бизнеса
- C.T.L. Колледж
- Кипрская академия искусств
- Кипрский колледж искусств
- Кипрский международный институт менеджмента(CIIM)
- Кипрский институт маркетинга
- Факультет драмы им. "Vladimiros Kafkaridis"
- Интернациональный колледж
- Греческий колледж музыки
- Высшая школа гостиничного бизнеса
- КЕС Колледж
- Кимон Колледж
- Месойос колледж
- Центр Управления
- P.A. Колледж
- Филипс Колледж

## Школы

### Частные школы

#### Английские
- The Grammar School Nicosia
- The Grammar School Limassol
- Pascal English School
- The American Academy
- Private School T.J.S. Senior School
- Foley's Grammar School
- St. Mary's School
- The Heritage School[1]
- Logos School Of English Education
- The International School of Paphos[2]
- Aspire School of Paphos

#### Русские
- L.I.T.C. Russian English Private School[3]
- The Pupils of Pythagoras

#### Ливанские
- Lebanese Green Hill School